# Winchester Model 1898 Cannon

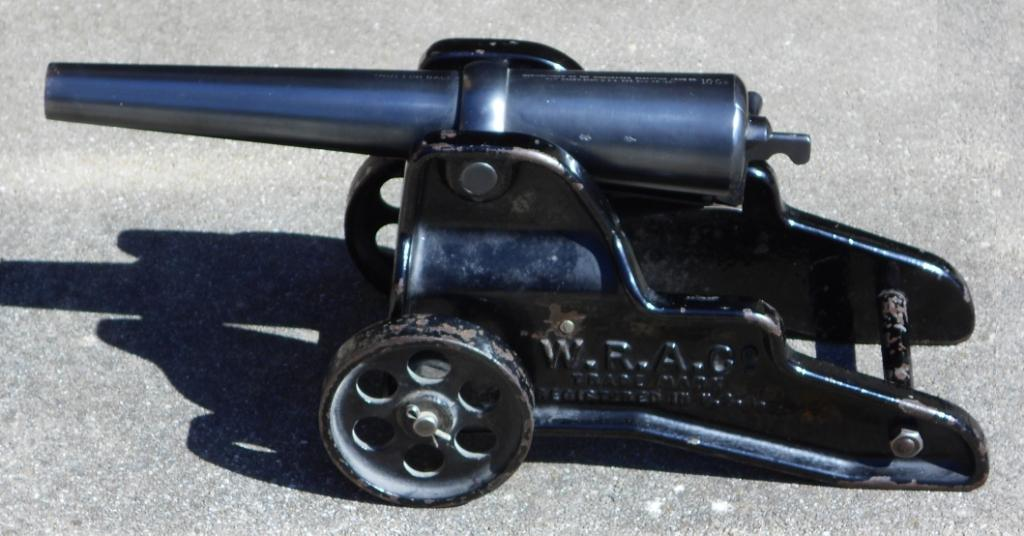
Eine originale Winchester 1898 Modellkanone

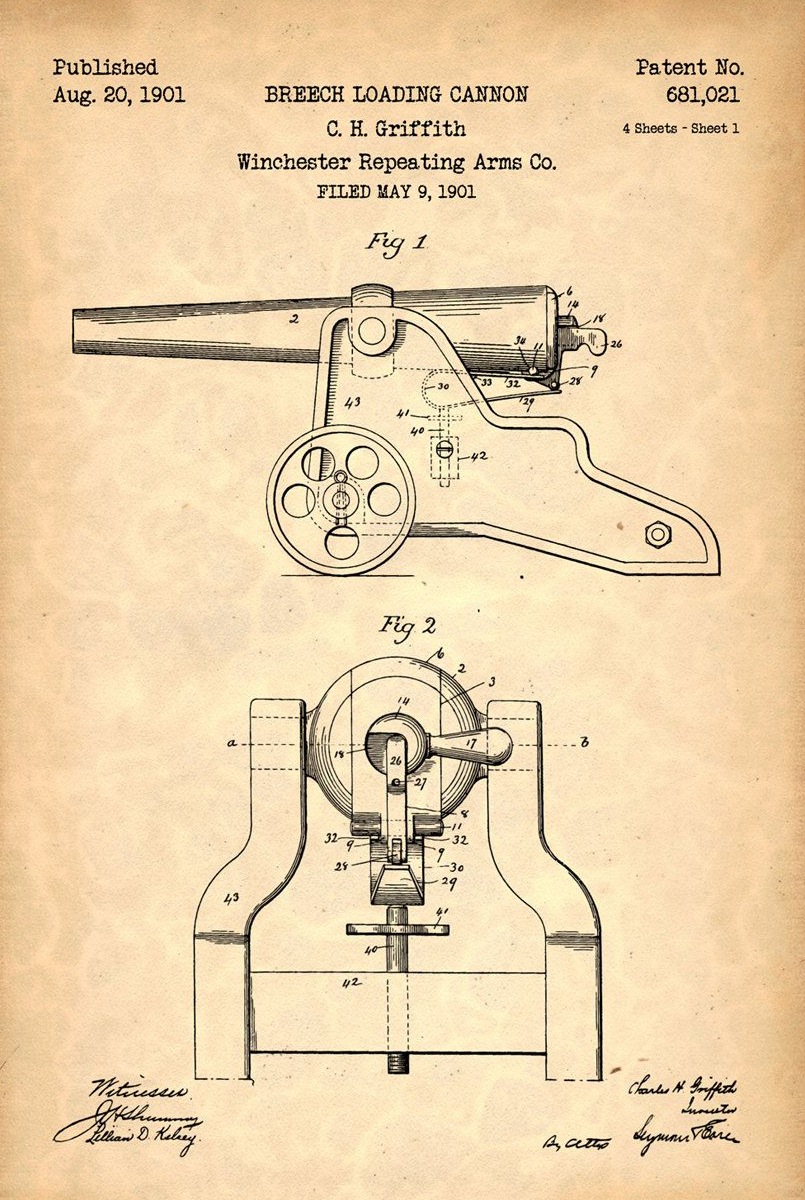
Winchester Model 1898 Breech Loading Cannon (Patent)

Die Winchester Model 1898 Cannon (englisch auch: Winchester Model 1898 Breech Loading Signal Cannon) ist eine Salutkanone mit einer Lauflänge von etwa 30 cm. Es handelt sich um einen patentierten Hinterlader zur Verwendung mit Flintenplatzpatronen im Kaliber 10 (19,69 mm). Die Kanone wurde von Winchester in den Jahren 1903–1958 produziert, seit 1976 von Lizenznehmer Bellmore-Johnson. Alle Original- und Lizenzexemplare wurden bis 2024 im New Haven County, Connecticut hergestellt.
Zum Einsatz kommt die Kanone vor allem für Salut- und Böllerschüsse bei Festen und als Startschuss-Kanone im amerikanischen Yachtsport.

## Geschichte

### Winchester

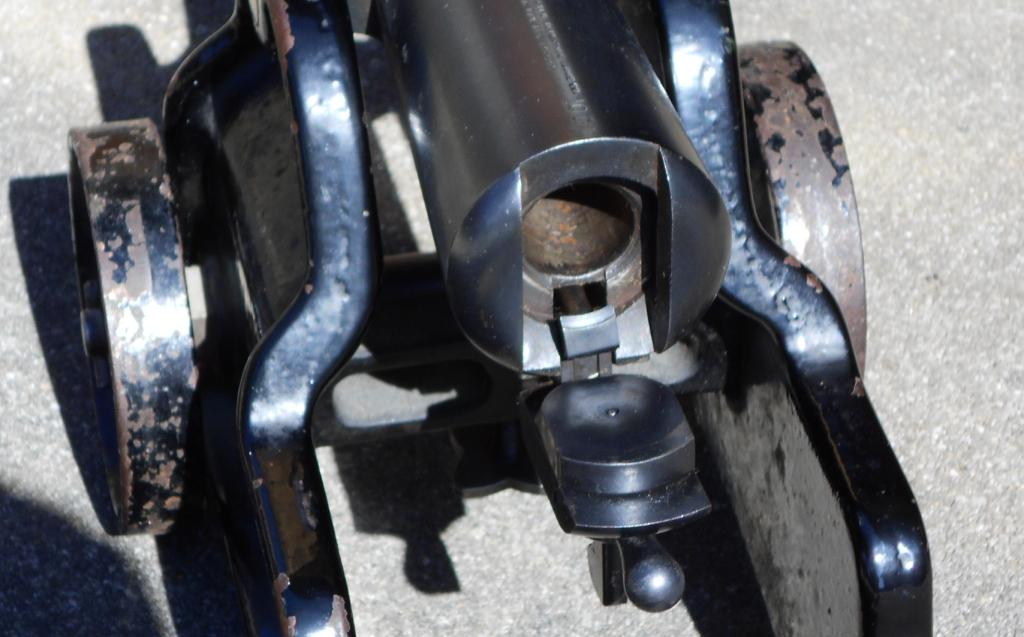
Der patentierte Verschluss der Winchester-Kanone. Gut zu erkennen ist der Unterschied zwischen der lackierten Lafette (samt Rädern) und dem gebläuten Rohr.

Die Kanone wurde von Charles H. Griffith entwickelt, der 1901 ein Patent auf den Hinterladerverschluss der Kanone erhielt.
Ein zweites, 1902 erteiltes Patent von Griffith auf einen Lademechanismus als Kipplaufwaffe ging nie in Produktion. Ab 1903 wurde die Kanone von der Winchester Repeating Arms Company unter der Bezeichnung Winchester 1898 Breech Loading 10 Ga. Cannon im Winchester Catalog angeboten.
Die Standardausführung der Kanone war schwarz; dabei wurden die Lafette und die Räder entsprechend lackiert, das Rohr hingegen mittels Bläuen dunkel gefärbt.
Daneben wurde – jeweils um etwa den doppelten Verkaufspreis – eine vernickelte Variante produziert, ab dem Jahr 1930 eine verchromte Version, wahlweise mit Gummireifen. Diese wurden 1955 durch weit wuchtigere Rasenmäherreifen von Firestone ersetzt. Da die Verkaufszahlen der Salutkanone im Vergleich zu den Handfeuerwaffen dauerhaft niedrig blieben, wurde die Produktion 1958 nach insgesamt 18.400 Stück schließlich eingestellt. Ersatzteile und Service waren danach noch für einige Jahre verfügbar.
Für die Kanone passende Platzpatronen werden auch heute noch von Winchester selbst vertrieben.

### Bellmore-Johnson
Aufgrund ungebrochener Nachfrage vergab Winchester (seit den 1930ern Bestandteil der Olin Corporation) 1975
oder 1976 eine Lizenz zum Nachbau der Kanone an ihren langjährigen Geschäftspartner Bellmore-Johnson. Der Schusswaffenkonstrukteur aus Hamden hatte schon in der Vergangenheit Winchester-Modelle als Auftragsarbeit entwickelt.
Bellmore-Johnson nahm 1976 die Produktion auf und bot zusätzlich eine Messing-Ausführung in einer Mahagonikiste an. Im Jahr 2001 wurde die als solche vermarktete Naval Edition mit poliertem Messingrohr auf schwarzem Stahlgestell ergänzt.
Seit 2002 war Bellmore-Johnson ein auf die Produktion der Kanone spezialisiertes Einzelunternehmen in North Branford, dessen Eigner Richard Care jährlich 250–300 Kanonen in Handarbeit herstellte. Der mit der Werkstatt verbundene Cannon Store verkaufte auch Salutkanonen anderer Hersteller, zum Teil detailgetreue Replikate historischer Schiffskanonen.
Nach der Schließung des Winchester-Hauptwerkes in New Haven im Jahr 2006 war die Salutkanone die letzte Winchester-Waffe, die noch in der ursprünglichen Region, dem New Haven County, hergestellt wurde.

## Markierungen und Unterschiede
Originale und Lizenzbauten sind technisch und – abgesehen von der Ausführungsversion – im Erscheinungsbild samt der gut sichtbaren Beschriftung identisch. Die Lafette trägt auch bei den Bellmore-Johnson-Exemplaren den originalen „W.R.A.Co.“-Schriftzug. Ebenso werden die Kiefernholzkisten authentisch reproduziert. Für korrekte Anwendung sind am Lauf groß das Kaliber „10 Ga“ sowie der Warnhinweis „NOT FOR BALL“ eingeprägt. Durch die Herstellerangabe als kleiner gesetzte Laufaufschrift lassen sich die Kanonen voneinander unterscheiden:
| Winchester                                                                                             | Bellmore-Johnson                                                                                       |
| --- | --- |
| „Manufactured by the Winchester Repeating Arms Co. New Haven, Conn. U.S.A. Patented August 20, 1901“ – | „Mfg. by the Bellmore-Johnson Tool Co., Hamden, Ct., under license from Winchester Div., Olin Corp.“ – |

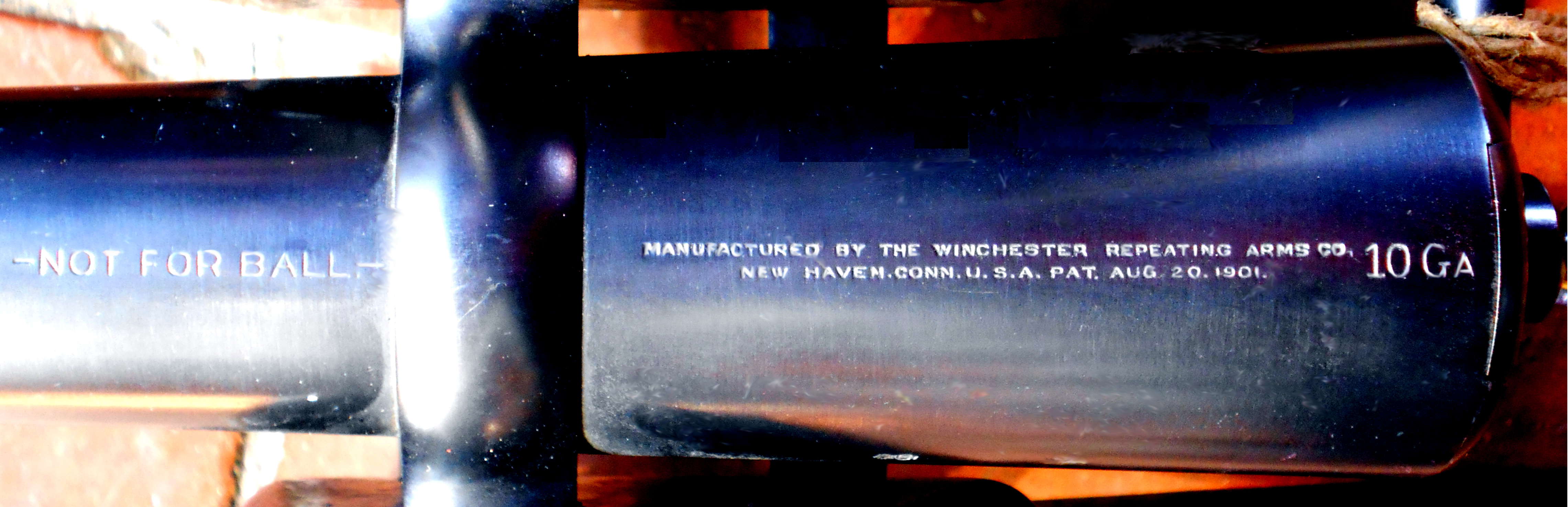
Die Laufaufschrift weist dieses Exemplar als Winchester-Original aus

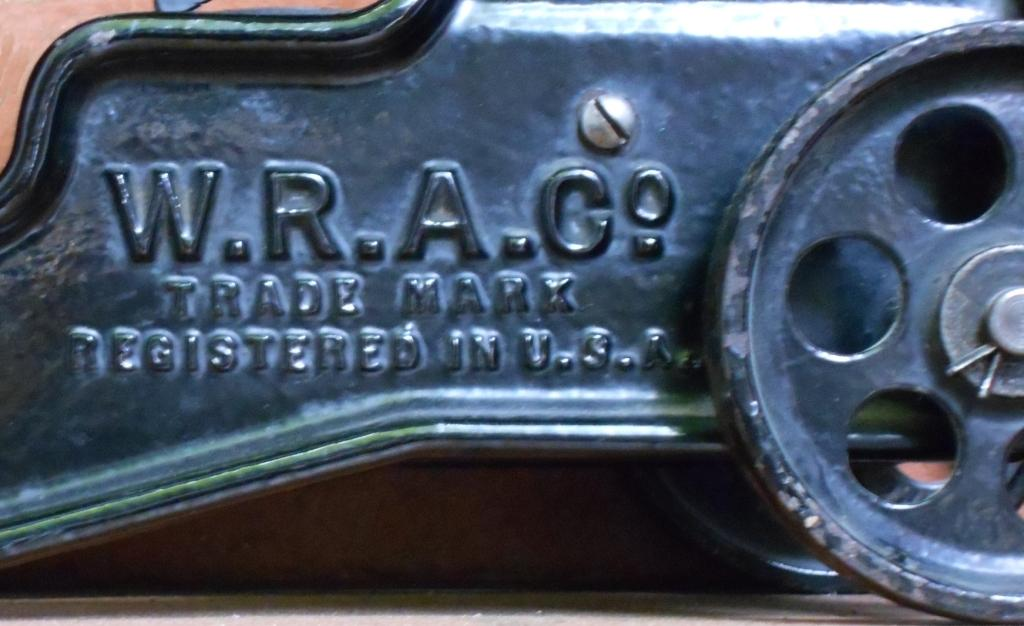
Winchester Model 1898 Cannon, Aufschrift auf Lafette, (beidseitig)

Ein weiterer Unterschied besteht in der Nummerierung. Ursprünglich verfügten die Kanonen nicht über Seriennummern, sondern über werksinterne Kennnummern, die paarweise in Lauf und Schildzapfen zur späteren Zusammenfügung eingeprägt wurden. Zusätzlich wurden Kanonen für den Export durch eine Einprägung an der Laufseite nummeriert. Erst ab einer Änderung der Vorlagen im Jahr 1955 waren für die Winchester-Kanonen sechsstellige Seriennummern vorgesehen; es ist jedoch unklar, ob bis zur Produktionseinstellung 1958 noch solche Exemplare gebaut wurden. Die Nachbauten tragen Seriennummern dieser Art.
Die Standardausführung der Nachbauten wird im Gegensatz zu den Originalen mittels einer moderneren Tauchlackierung schwarz gefärbt.

## Technik

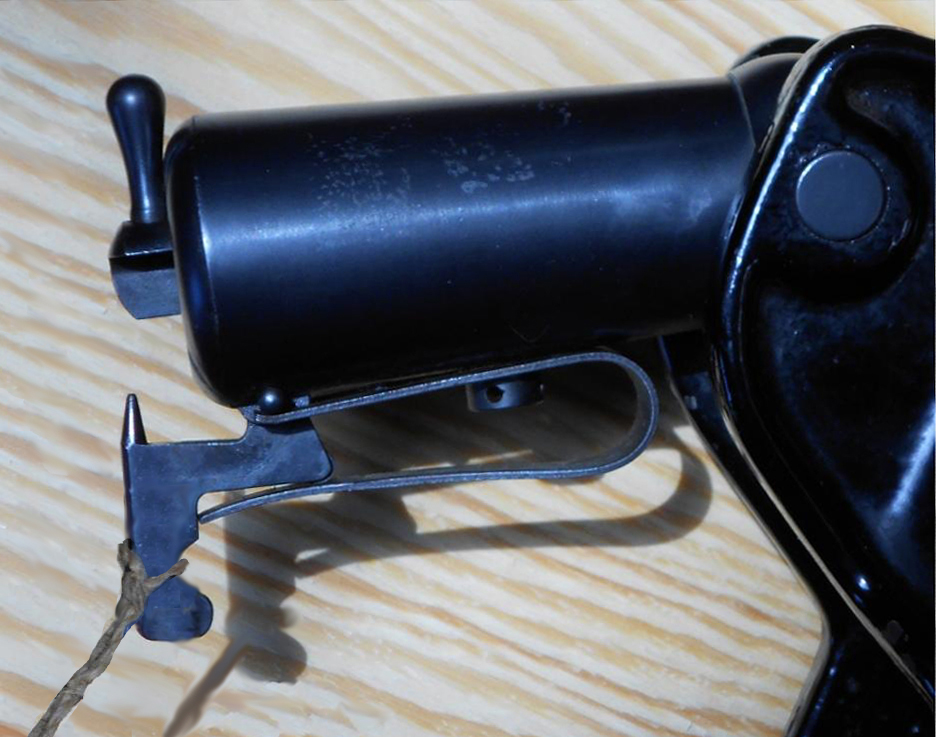
Zündvorrichtung mit Hahn und Schlagfeder

Die Kanone, ein Hinterlader, verschießt ausschließlich Platzpatronen im Schrotkaliber 10 von der Länge 27⁄8 Zoll (7,3 cm).
Der Verschluss ist unten am Rohr angelenkt und muss zum Laden abgeklappt werden. Das Verriegelungssystem entspricht dem eines Mausergewehrs; zwei Verriegelungselemente greifen in Ausfräsungen im Rohrende ein. Zum Entriegeln muss der Verschlussblock mit einem daran angebrachten Ladehebel um 15 Grad gedreht werden. Die Zündung erfolgt durch den zentral im Verschlussblock liegenden Zündstift. Dieser wird durch den unten am Rohr angebrachten Hahn mit Schlagfeder ausgelöst. Zum Abschießen durch den Schützen dient eine direkt am Hahn angebrachte Schnur.
Die Maße der Kanone betragen:
| Größe                       | Zoll            | cm                      |
| --------------------------- | --------------- | ----------------------- |
| Länge über alles            | 17              | 43                      |
| Länge des Rohres            | 12              | gut 30                  |
| Außendurchmesser des Rohres | 1⁄4 bis 1908: 1 | gut 3 bis 1908: gut 2,5 |
| Höhe                        | 71⁄4            | gut 18                  |
| Breite                      | 7               | knapp 18                |

## Verwendung
Die Kanone wird vor allem zum Böllerschießen verwendet. Anlässe sind öffentliche Feste wie der Unabhängigkeitstag und Silvester, Gedenkfeiern beispielsweise zum 11. September
sowie private Feiern aller Art. Hauptabnehmer für diesen Zweck sind Veteranen- und Pfadfinderverbände.
Insbesondere ist die Salutkanone Model 1898 wegen des großen Effekts und der einfachen Handhabung die bevorzugte Waffe für Startschüsse zu Yachtrennen.
Hier wirkte sie historisch auch als Modernisierung gegenüber Startsignalen mit Flaggen. Einen weiteren Einsatz fand die Kanone für Soundeffekte im Theater.